# Grand Prix automobile de France 2007
GP précédent GP suivant
Le Grand Prix automobile de France 2007 (Formula 1 Grand Prix de France 2007), disputé sur le circuit de Nevers Magny-Cours à 12 km au sud de Nevers le 1er juillet 2007, est la 776e épreuve du championnat du monde de Formule 1 courue depuis 1950 et la huitième manche du championnat 2007.

## Essais libres

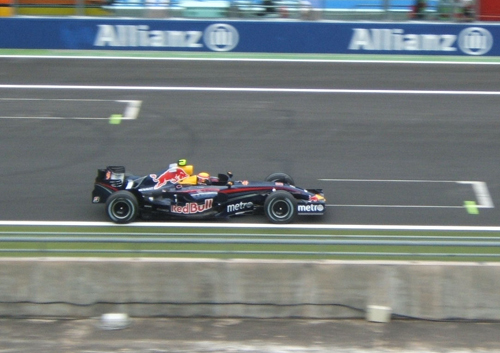
Mark Webber au GP de France 2007

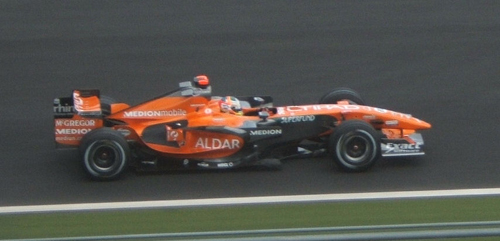
Adrian Sutil au GP de France 2007

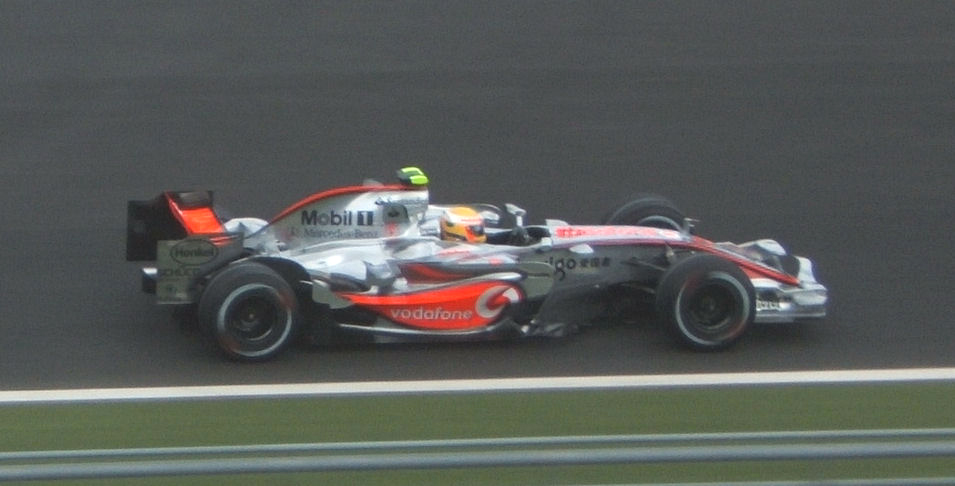
Lewis Hamilton sur MP4/22 au GP de France 2007

### Vendredi matin
| Pos. | Pilote          | Voiture          | Chrono         | Écart     |
| ---- | --------------- | ---------------- | -------------- | --------- |
| 1    | Kimi Räikkönen  | Ferrari          | 1 min 15 s 382 |           |
| 2    | Felipe Massa    | Ferrari          | 1 min 15 s 447 | + 0 s 065 |
| 3    | Fernando Alonso | McLaren-Mercedes | 1 min 16 s 154 | + 0 s 772 |
| 4    | Nico Rosberg    | Williams-Toyota  | 1 min 16 s 214 | + 0 s 832 |
| 5    | David Coulthard | Red Bull-Renault | 1 min 16 s 268 | + 0 s 886 |
| 6    | Lewis Hamilton  | McLaren-Mercedes | 1 min 16 s 277 | + 0 s 895 |

### Vendredi après-midi
| Pos. | Pilote            | Voiture            | Chrono         | Écart     |
| ---- | ----------------- | ------------------ | -------------- | --------- |
| 1    | Felipe Massa      | Ferrari            | 1 min 15 s 453 |           |
| 2    | Kimi Räikkönen    | Ferrari            | 1 min 15 s 488 | + 0 s 035 |
| 3    | Scott Speed       | Toro Rosso-Ferrari | 1 min 15 s 773 | + 0 s 320 |
| 4    | Lewis Hamilton    | McLaren-Mercedes   | 1 min 15 s 780 | + 0 s 327 |
| 5    | Vitantonio Liuzzi | Toro Rosso-Ferrari | 1 min 15 s 952 | + 0 s 499 |
| 6    | David Coulthard   | Red Bull-Renault   | 1 min 15 s 958 | + 0 s 505 |

### Samedi matin
| Pos. | Pilote               | Voiture          | Chrono         | Écart     |
| ---- | -------------------- | ---------------- | -------------- | --------- |
| 1    | Lewis Hamilton       | McLaren-Mercedes | 1 min 14 s 843 |           |
| 2    | Felipe Massa         | Ferrari          | 1 min 14 s 906 | + 0 s 063 |
| 3    | Kimi Räikkönen       | Ferrari          | 1 min 15 s 276 | + 0 s 433 |
| 4    | Heikki Kovalainen    | Renault          | 1 min 15 s 404 | + 0 s 561 |
| 5    | Giancarlo Fisichella | Renault          | 1 min 15 s 489 | + 0 s 646 |
| 6    | Robert Kubica        | BMW Sauber       | 1 min 15 s 535 | + 0 s 692 |

## Grille de départ

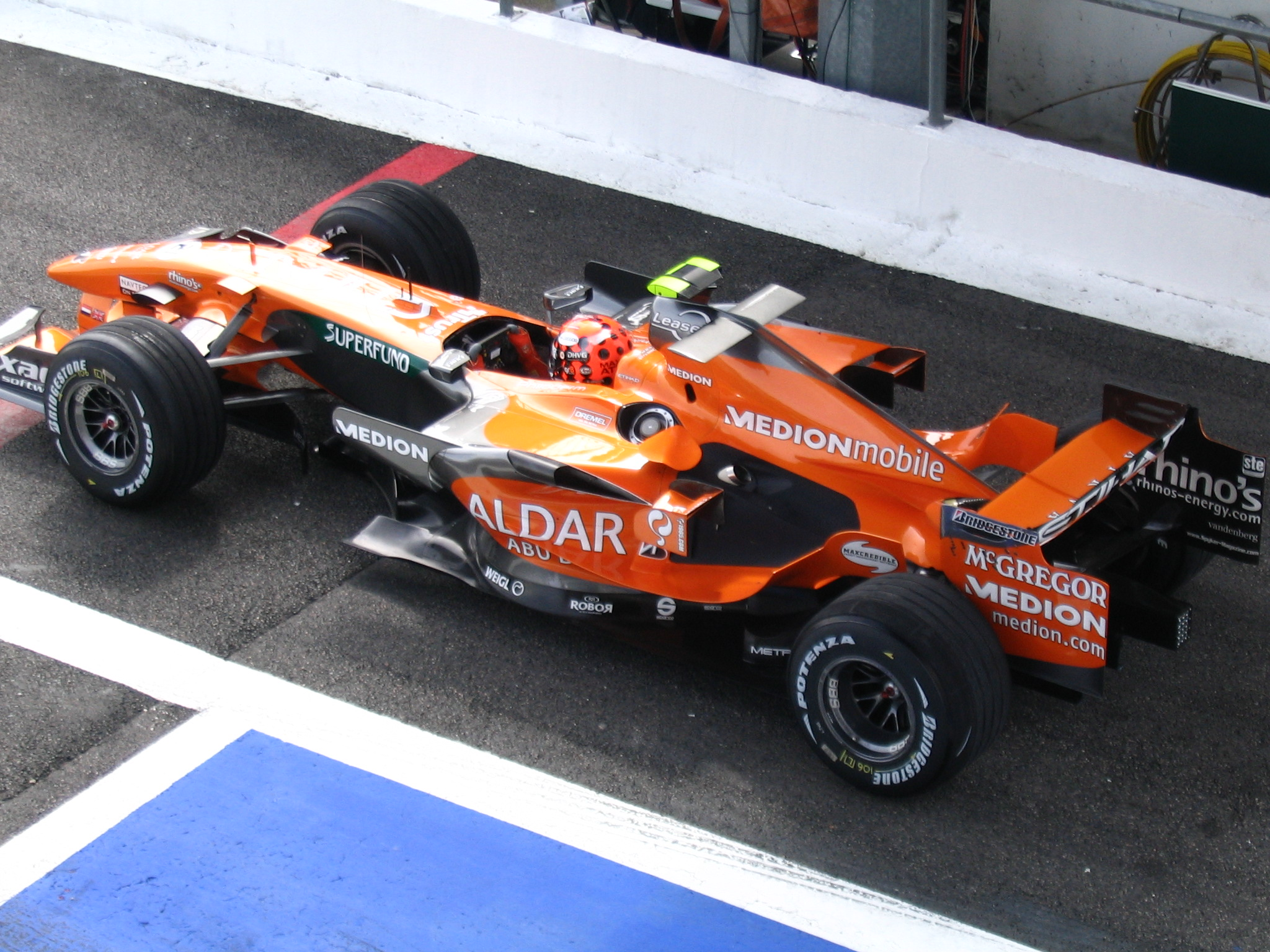
Christijan Albers dans la pitlane

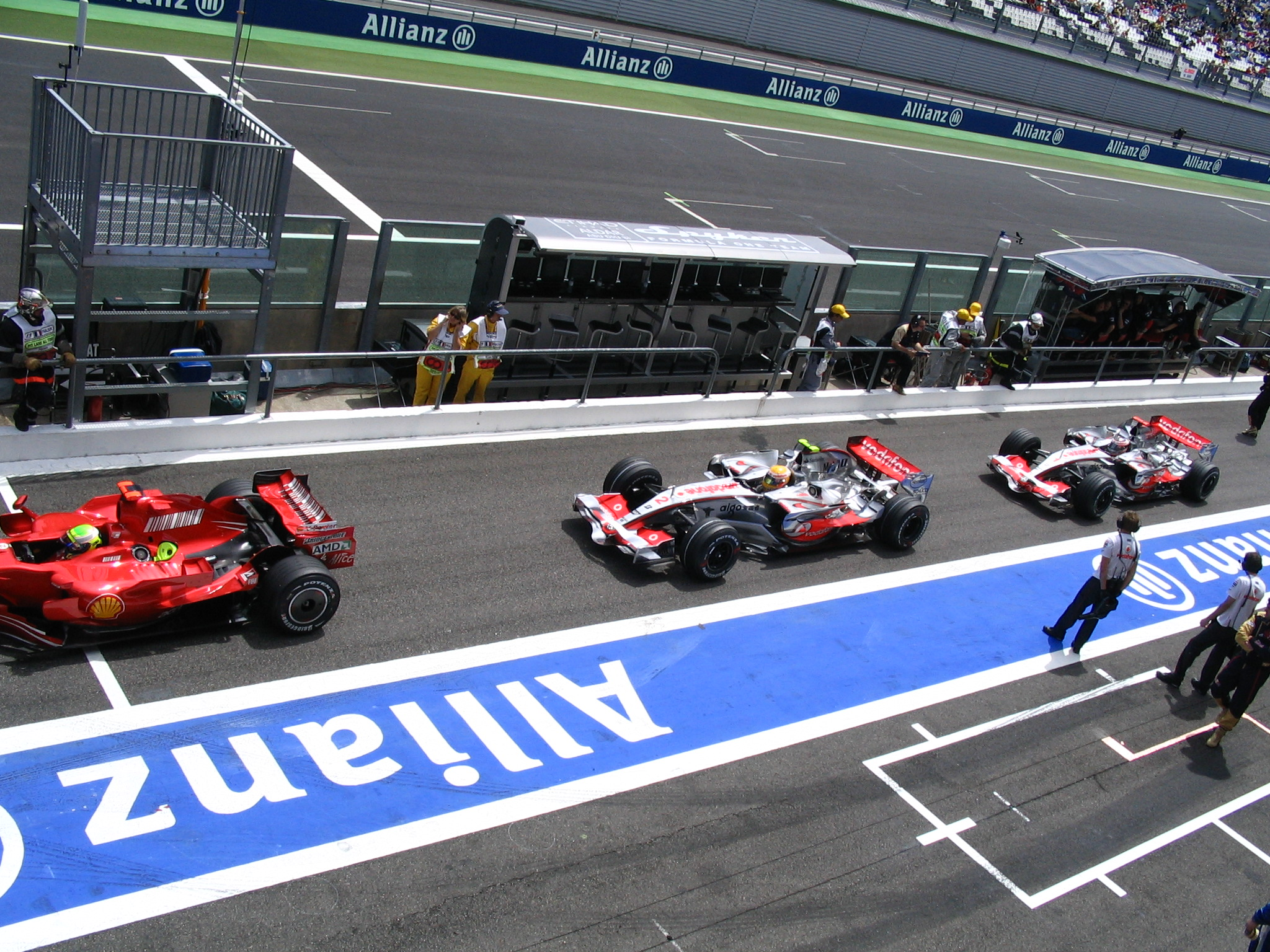
La pitlane de Magny-Cours

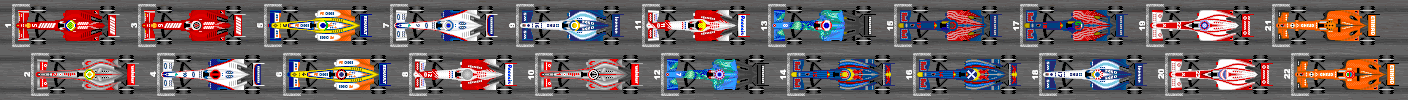
La grille de départ du Grand Prix

| Pos. | Pilote               | Écurie             | Qualifications 1 | Qualifications 2 | Qualifications 3 |
| ---- | -------------------- | ------------------ | ---------------- | ---------------- | ---------------- |
| 1    | Felipe Massa         | Ferrari            | 1 min 15 s 303   | 1 min 14 s 822   | 1 min 15 s 034   |
| 2    | Lewis Hamilton       | McLaren-Mercedes   | 1 min 14 s 805   | 1 min 14 s 795   | 1 min 15 s 104   |
| 3    | Kimi Räikkönen       | Ferrari            | 1 min 14 s 872   | 1 min 14 s 828   | 1 min 15 s 257   |
| 4    | Robert Kubica        | BMW Sauber         | 1 min 15 s 778   | 1 min 15 s 066   | 1 min 15 s 493   |
| 5    | Giancarlo Fisichella | Renault            | 1 min 16 s 047   | 1 min 15 s 227   | 1 min 15 s 674   |
| 6    | Heikki Kovalainen    | Renault            | 1 min 15 s 524   | 1 min 15 s 272   | 1 min 15 s 826   |
| 7    | Nick Heidfeld        | BMW Sauber         | 1 min 15 s 783   | 1 min 15 s 149   | 1 min 15 s 900   |
| 8    | Jarno Trulli         | Toyota             | 1 min 16 s 118   | 1 min 15 s 379   | 1 min 15 s 935   |
| 9    | Nico Rosberg         | Williams-Toyota    | 1 min 16 s 092   | 1 min 15 s 331   | 1 min 16 s 328   |
| 10   | Fernando Alonso      | McLaren-Mercedes   | 1 min 15 s 322   | 1 min 15 s 084   | pas de temps     |
| 11   | Ralf Schumacher      | Toyota             | 1 min 15 s 760   | 1 min 15 s 534   |                  |
| 12   | Jenson Button        | Honda              | 1 min 16 s 113   | 1 min 15 s 584   |                  |
| 13   | Rubens Barrichello   | Honda              | 1 min 16 s 140   | 1 min 15 s 761   |                  |
| 14   | Mark Webber          | Red Bull-Renault   | 1 min 15 s 746   | 1 min 15 s 806   |                  |
| 15   | Scott Speed          | Toro Rosso-Ferrari | 1 min 15 s 980   | 1 min 16 s 049   |                  |
| 16   | David Coulthard      | Red Bull-Renault   | 1 min 15 s 915   | pas de temps     |                  |
| 17   | Vitantonio Liuzzi    | Toro Rosso-Ferrari | 1 min 16 s 142   |                  |                  |
| 18   | Alexander Wurz       | Williams-Toyota    | 1 min 16 s 241   |                  |                  |
| 19   | Takuma Satō          | Super Aguri-Honda  | 1 min 16 s 244   |                  |                  |
| 20   | Anthony Davidson     | Super Aguri-Honda  | 1 min 16 s 366   |                  |                  |
| 21   | Christijan Albers    | Spyker-Ferrari     | 1 min 17 s 826   |                  |                  |
| 22   | Adrian Sutil         | Spyker-Ferrari     | 1 min 17 s 915   |                  |                  |

## Course

### Classement de la course

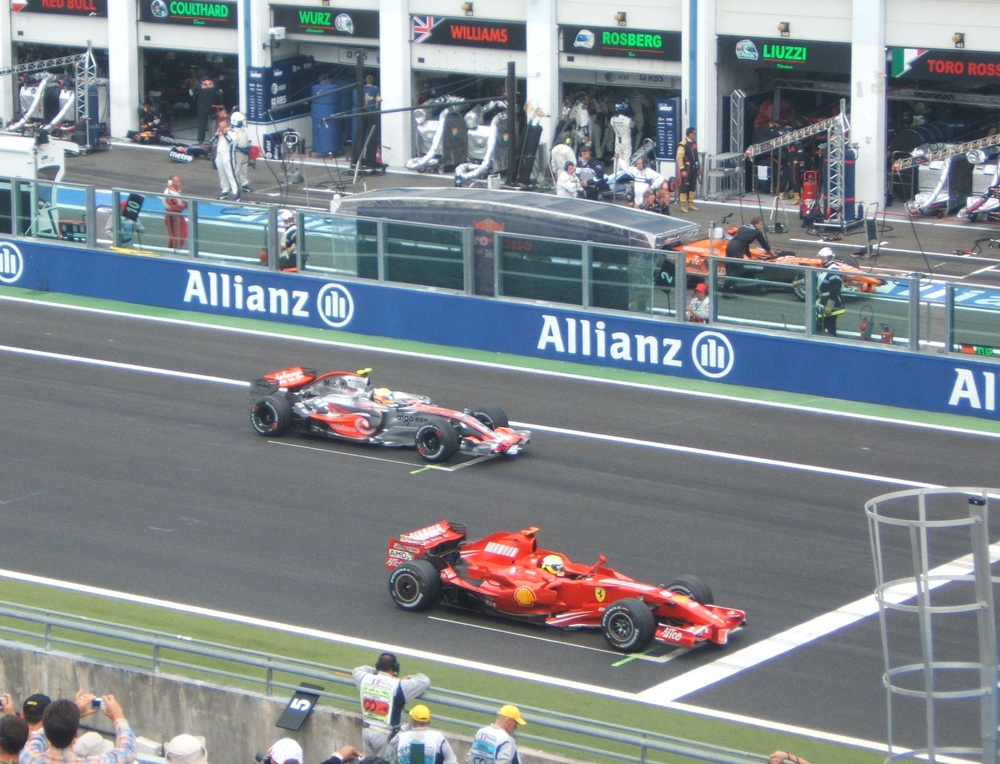
Felipe Massa et Lewis Hamilton en première ligne

| Pos. | no | Pilote               | Écurie             | Tours | Temps/Abandon                    | Grille | Points |
| ---- | -- | -------------------- | ------------------ | ----- | -------------------------------- | ------ | ------ |
| 1    | 6  | Kimi Räikkönen       | Ferrari            | 70    | 1 h 30 min 54 s 2 (203,680 km/h) | 3      | 10     |
| 2    | 5  | Felipe Massa         | Ferrari            | 70    | +2 s 414                         | 1      | 8      |
| 3    | 2  | Lewis Hamilton       | McLaren-Mercedes   | 70    | +32 s 153                        | 2      | 6      |
| 4    | 10 | Robert Kubica        | BMW Sauber         | 70    | +41 s 727                        | 4      | 5      |
| 5    | 9  | Nick Heidfeld        | BMW Sauber         | 70    | +48 s 801                        | 7      | 4      |
| 6    | 3  | Giancarlo Fisichella | Renault            | 70    | +52 s 210                        | 5      | 3      |
| 7    | 1  | Fernando Alonso      | McLaren-Mercedes   | 70    | +56 s 516                        | 10     | 2      |
| 8    | 7  | Jenson Button        | Honda              | 70    | +58 s 885                        | 12     | 1      |
| 9    | 16 | Nico Rosberg         | Williams-Toyota    | 70    | +1 min 08 s 505                  | 9      |        |
| 10   | 11 | Ralf Schumacher      | Toyota             | 69    | +1 tour                          | 11     |        |
| 11   | 8  | Rubens Barrichello   | Honda              | 69    | +1 tour                          | 13     |        |
| 12   | 15 | Mark Webber          | Red Bull-Renault   | 69    | +1 tour                          | 14     |        |
| 13   | 14 | David Coulthard      | Red Bull-Renault   | 69    | +1 tour                          | 16     |        |
| 14   | 17 | Alexander Wurz       | Williams-Toyota    | 69    | +1 tour                          | 18     |        |
| 15   | 4  | Heikki Kovalainen    | Renault            | 69    | +1 tour                          | 6      |        |
| 16   | 22 | Takuma Satō          | Super Aguri-Honda  | 68    | +2 tours                         | 22     |        |
| 17   | 20 | Adrian Sutil         | Spyker-Ferrari     | 68    | +2 tours                         | 21     |        |
| Abd. | 19 | Scott Speed          | Toro Rosso-Ferrari | 55    | Technique                        | 15     |        |
| Abd. | 21 | Christijan Albers    | Spyker-Ferrari     | 28    | Accident                         | 20     |        |
| Abd. | 23 | Anthony Davidson     | Super Aguri-Honda  | 1     | Accident                         | 19     |        |
| Abd. | 12 | Jarno Trulli         | Toyota             | 1     | Accident                         | 7      |        |
| Abd. | 18 | Vitantonio Liuzzi    | Toro Rosso-Ferrari | 0     | Accident                         | 17     |        |

### Pole position et record du tour
- Pole position :  Felipe Massa (Ferrari) en 1 min 15 s 034 (vitesse moyenne : 211,632 km/h). Le meilleur temps des qualifications a quant à lui été établi par Hamilton lors de la Q2 en 1 min 14 s 795[6].
- Meilleur tour en course :  Felipe Massa (Ferrari) en 1 min 16 s 099 au 42e tour (vitesse moyenne : 208,670 km/h)[7].

### Tours en tête
- Felipe Massa (Ferrari) : 40 tours (1-19 / 23-43) ;
- Kimi Räikkönen (Ferrari) : 30 tours (20-22 / 44-70)[8].

## Classements généraux à l'issue de la course
| Pos. | Pilote               | Écurie            | Points |
| ---- | -------------------- | ----------------- | ------ |
| 1    | Lewis Hamilton       | McLaren-Mercedes  | 64     |
| 2    | Fernando Alonso      | McLaren-Mercedes  | 50     |
| 3    | Felipe Massa         | Ferrari           | 47     |
| 4    | Kimi Räikkönen       | Ferrari           | 42     |
| 5    | Nick Heidfeld        | BMW Sauber        | 30     |
| 6    | Robert Kubica        | BMW Sauber        | 17     |
| 7    | Giancarlo Fisichella | Renault           | 16     |
| 8    | Heikki Kovalainen    | Renault           | 12     |
| 9    | Alexander Wurz       | Williams-Toyota   | 8      |
| 10   | Jarno Trulli         | Toyota            | 7      |
| 11   | Nico Rosberg         | Williams-Toyota   | 5      |
| 12   | David Coulthard      | Red Bull-Renault  | 4      |
| 13   | Takuma Satō          | Super Aguri-Honda | 4      |
| 14   | Ralf Schumacher      | Toyota            | 2      |
| 15   | Mark Webber          | Red Bull-Renault  | 2      |
| 16   | Jenson Button        | Honda             | 1      |
| 17   | Sebastian Vettel     | BMW Sauber        | 1      |

| Pos. | Écurie            | Points |
| ---- | ----------------- | ------ |
| 1    | McLaren-Mercedes  | 114    |
| 2    | Ferrari           | 89     |
| 3    | BMW Sauber        | 48     |
| 4    | Renault           | 28     |
| 5    | Williams-Toyota   | 13     |
| 6    | Toyota            | 9      |
| 7    | Red Bull-Renault  | 6      |
| 8    | Super Aguri-Honda | 4      |
| 9    | Honda             | 1      |

À la suite de l'affaire d'espionnage, les points de l'écurie McLaren seront rétroactivement supprimés le 13 septembre 2007 par décision du Conseil Mondial de la FIA.

## Statistiques
Le Grand Prix de France 2007 représente :
- la 11e victoire pour Kimi Räikkönen[10] ;
- la 7e pole position pour Felipe Massa[11] ;
- la 196e victoire pour Ferrari en tant que constructeur[12] ;
- la 196e victoire pour Ferrari en tant que motoriste[13].

Au cours de ce Grand Prix :
- Lewis Hamilton est le premier pilote de l'histoire de la Formule 1 à monter sur le podium lors de chacune de ses huit premières courses.
- les quatre pilotes en tête du championnat du monde (Hamilton, Alonso, Massa et Räikkönen) se sont équitablement partagés les victoires chacun ayant remporté deux des huit épreuves disputées.
- Lewis Hamilton et Fernando Alonso sont les seuls pilotes à avoir inscrit des points lors de chacune des épreuves.
- Robert Kubica, mis au repos forcé par les médecins de la FIA à la suite de son accident au Grand Prix du Canada (et remplacé par Sebastian Vettel au Grand Prix des États-Unis), a retrouvé son volant chez BMW Sauber.